# ميرويلو
بلدية ميرويلو (بالإسبانية: Meruelo)‏، هي إحدى بلديات منطقة كانتابريا, المصنفة على أنها مقاطعة أيضاً، في شمال إسبانيا.
يبلغ عدد سكانها 1.173 نسمة وفقاً لإحصائية سنة (2002).